# Nova Constellatio

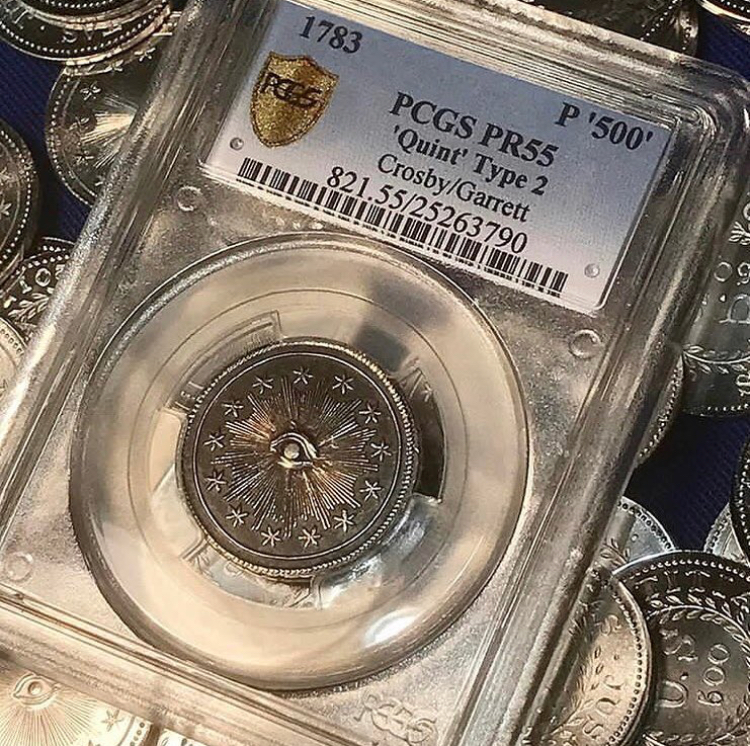
La pièce de 500 unités Plain Obverse.

Les pièces Nova Constellatio en français : « nouvelle constellation » sont les premières pièces frappées sous l'autorité des États-Unis d'Amérique. Ces pièces ont été frappées au début de l'année 1783 et sont disponibles en trois valeurs en argent (1 000 unités, 500 unités, 100 unités) et une valeur en cuivre (5 unités). Tous les exemples connus portent la légende « Nova Constellatio », à l'exception d'une pièce unique de 500 unités en argent.

## Historique
Les types de motifs Nova Constellatio étaient l'aboutissement de deux années de travail de la part de Robert Morris, le Père fondateur auquel on attribue le financement de la guerre d'Indépendance. Morris a été élu à l'unanimité premier surintendant des finances de la nation en 1781 ; le 21 février de l'année suivante, le Congrès a adopté la résolution suivante :

« Le Congrès approuve l'établissement d'un hôtel des monnaies, et le surintendant des finances est chargé de préparer et de présenter au Congrès un plan pour l'établissement et la gestion de cet hôtel. »

Le plan du financier, élaboré avec son assistant, Gouverneur Morris, était ambitieux : il espérait unir la jeune nation avec une unité monétaire qui permettrait de convertir facilement les monnaies britanniques, espagnoles, portugaises ou étatiques en fonds américains. Plus important encore, la proposition de Morris serait le premier système de frappe de monnaie en Europe occidentale ou dans les Amériques à utiliser la comptabilité décimale — une innovation qui a été adoptée par toutes les nations de la planète au cours des deux derniers siècles.
En raison de la situation financière précaire du nouveau gouvernement, le Congrès n'a pas mis en œuvre le plan de Morris. Toutefois, l'innovation décimale de Morris n'a pas échappé à deux des Pères fondateurs qui ont examiné les pièces modèles de Morris : Alexander Hamilton et Thomas Jefferson, les principaux architectes du dollar américain. Les deux hommes sont devenus des champions du concept décimal après avoir examiné les pièces de Morris,.
Alors que Thomas Jefferson était en possession des pièces de Nova Constellatio, il a rédigé un rapport intitulé « Notes sur l'établissement d'une unité monétaire et d'un monnayage pour les États-Unis » ; dans ce rapport, Jefferson concluait :
« Le Financier, dans son rapport, propose donc bien que nos pièces soient en proportions décimales les unes par rapport aux autres. Si nous adoptons le dollar comme unité, nous devrions frapper quatre pièces, une d'or, deux d'argent et une de cuivre, à savoir :
1. Une pièce d'or, égale en valeur à dix dollars ;
2. L'unité ou le dollar lui-même, en argent ;
3. Le dixième d'un Dollar, en argent aussi ;
4. Le centième de dollar, en cuivre. »

Il s'agit de la première description écrite du système monétaire finalement adopté par les États-Unis, illustrant clairement l'importance historique des modèles de Morris.

## Dessin
L'avers des pièces présente des rayons émanant d'un Œil de la Providence (comme l'appelaient les contemporains) entouré d'une constellation circulaire de treize étoiles, comme cela avait été le cas sur les billets de 40 dollars de la monnaie continentale lors de l'émission du 11 avril 1778. La légende sur les motifs est en latin, « Nova Constellatio ». Le revers de chaque modèle présente une couronne autour des initiales « U.S. » avec la dénomination en dessous, à l'extérieur de la couronne se trouve la légende, « LIBERTAS JUSTICIA » en français : « Liberté Justice » et la date 1783. Le motif trouvé sur ces modèles a servi de modèle pour les émissions privées en cuivre portant les dates 1783, 1785 et une variété très rare datée de 1786.
Malheureusement, il existe peu de preuves documentaires sur les cuivres privés qui étaient basés sur le modèle Morris, et les quelques références contemporaines qui existent ne concordent pas. Même l'ordre des mots dans le nom de la pièce a fait l'objet de débats : Nova Constellatio ou CONSTELLATIO NOVA. Dans un seul article repris par trois journaux londoniens différents au cours de la semaine du 11 au 14 mars 1786, il était dit que la pièce portait l'inscription « CONSTELLATIO NOVA ». L'article indiquait également que la pièce avait été produite par le Congrès américain, mais cette information a été rétractée le 16 mars 1786. Apparemment, le journaliste a confondu les motifs de la Confédération, produits par Morris en 1783, et les pièces de monnaie d'émission privée sur lesquelles il faisait son reportage. En outre, le révérend William Bently de Salem, dans le Massachusetts, a décrit la pièce de cuivre dans son journal du 29 septembre 1787 en utilisant l'ordre des mots « CONSTELLATIO NOVA ». En 1974, Walter Breen a suggéré que l'ordre des mots « CONSTELLATIO NOVA » était la forme correcte, car il s'agissait d'un meilleur latin cicéronien, que l'on retrouvait dans les sources contemporaines. Sur la base de ses suggestions, la plupart des auteurs ont adopté cet ordre des mots.

## Denominations
Il existe des enregistrements de sept pièces associées au plan de Morris :
1. Une seule pièce d'argent de valeur indéterminée livrée à Morris le 2 avril 1783. Dès sa réception, Morris a écrit dans son journal : « J'ai fait venir M. Dudley qui m'a livré une pièce d'argent, la première à avoir été frappée comme pièce américaine »[1]. En 2017, David McCarthy a découvert que cette pièce était celle de 500 unités à avers uni[13].
2. Un ensemble de pièces d'argent comprenant une pièce de 1 000 unités, une pièce de 500 unités et trois pièces de 100 unités. Ces pièces ont été frappées après la visite d'Alexander Hamilton au Trésor, qui a donné lieu à une correspondance entre Morris et Hamilton intitulée « On the Subject of the Coin » en français : « sur le sujet de la pièce », qui a abouti à la décision de frapper un ensemble de pièces à présenter au Congrès[1]. Ces pièces ont ensuite été envoyées à Thomas Jefferson, qui a rédigé ses « Notes sur l'établissement d'une unité monétaire et d'un monnayage pour les États-Unis » en examinant le jeu. Jefferson a enregistré la valeur de l'ensemble à 1,8 dollar, soit 1 800 unités[10], indiquant que sa composition était la suivante : une pièce de 1 000 unités, une pièce de 500 unités et trois pièces de 100 unités. C'est la composition exacte des exemplaires connus en argent portant la légende « Nova Constellatio »[9].
3. Une pièce de cuivre de 5 unités portant la légende « Nova Constellatio », qui a été envoyée à Londres avant que Jefferson ne reçoive le coffret[1].

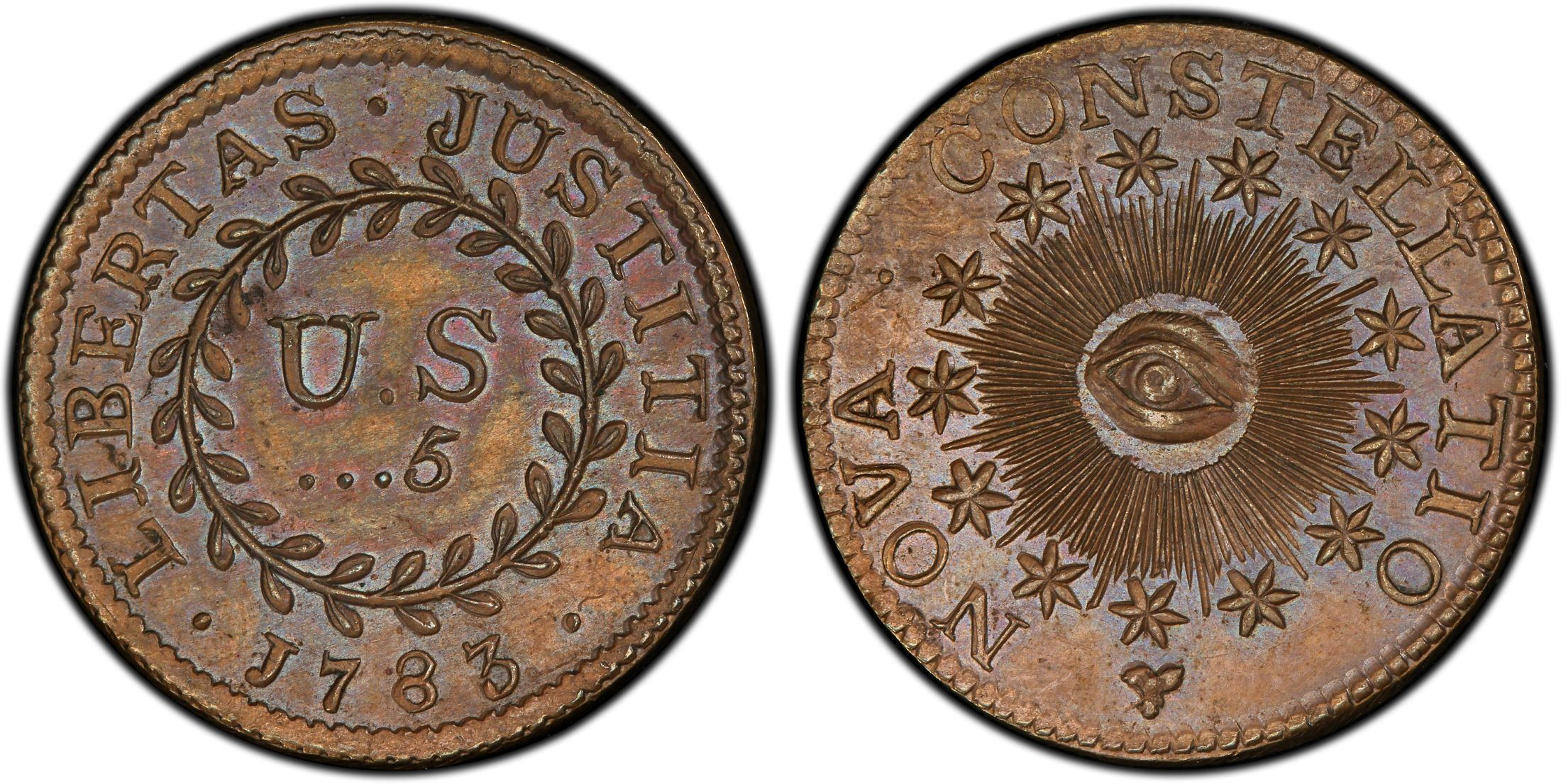
La pièce de 5 unités
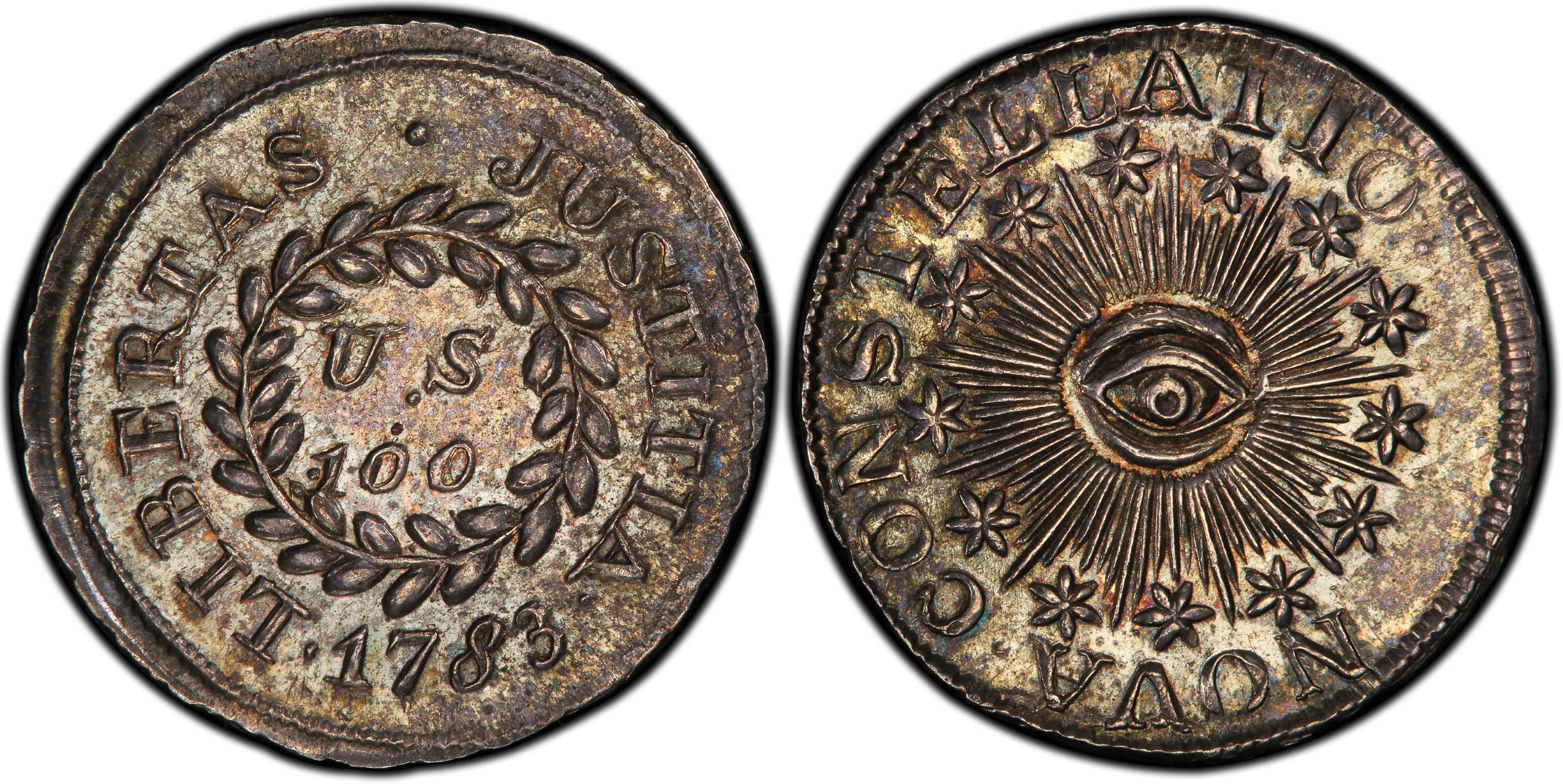
La pièce de 100 unités
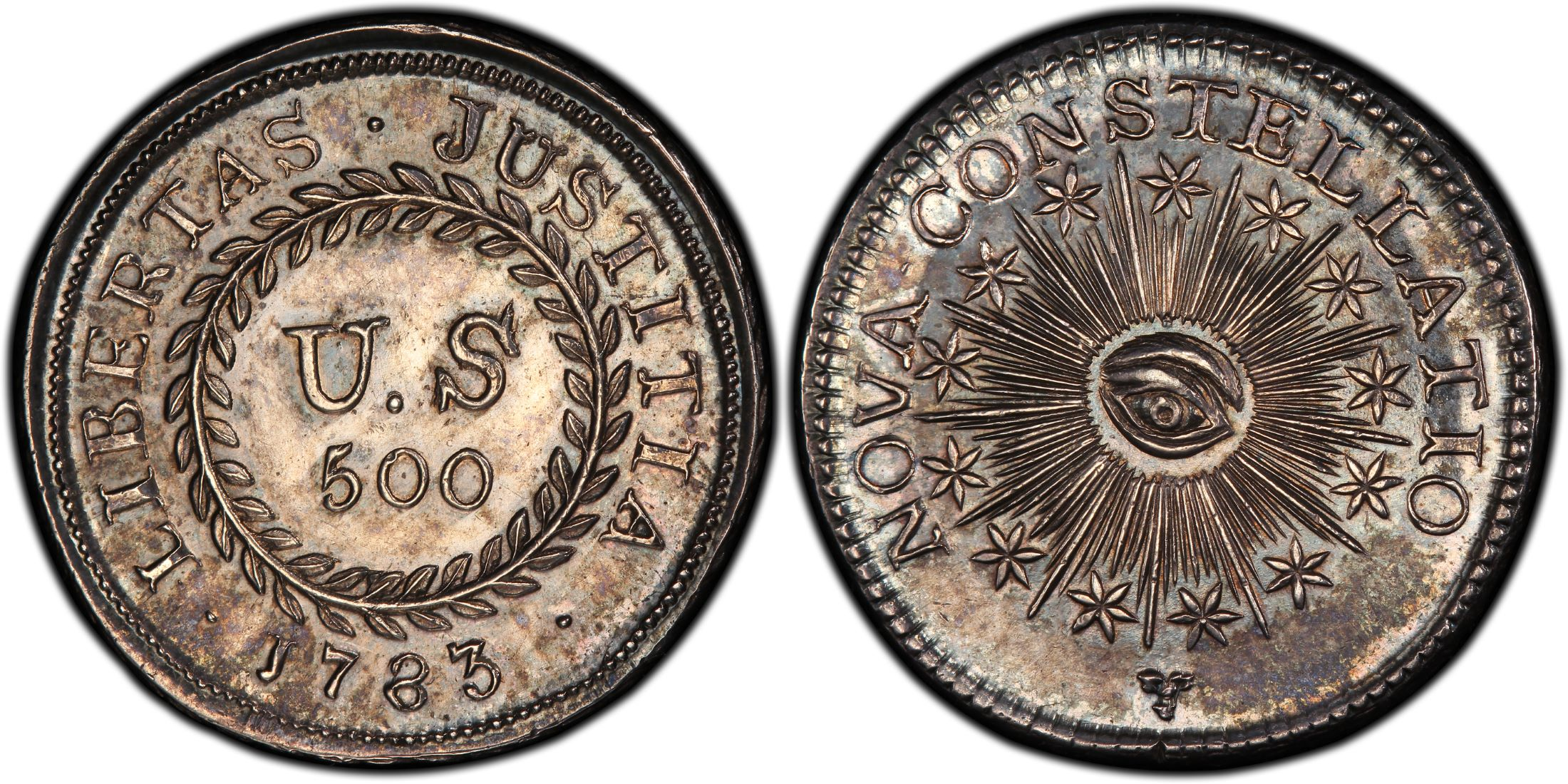
La pièce de 500 unités
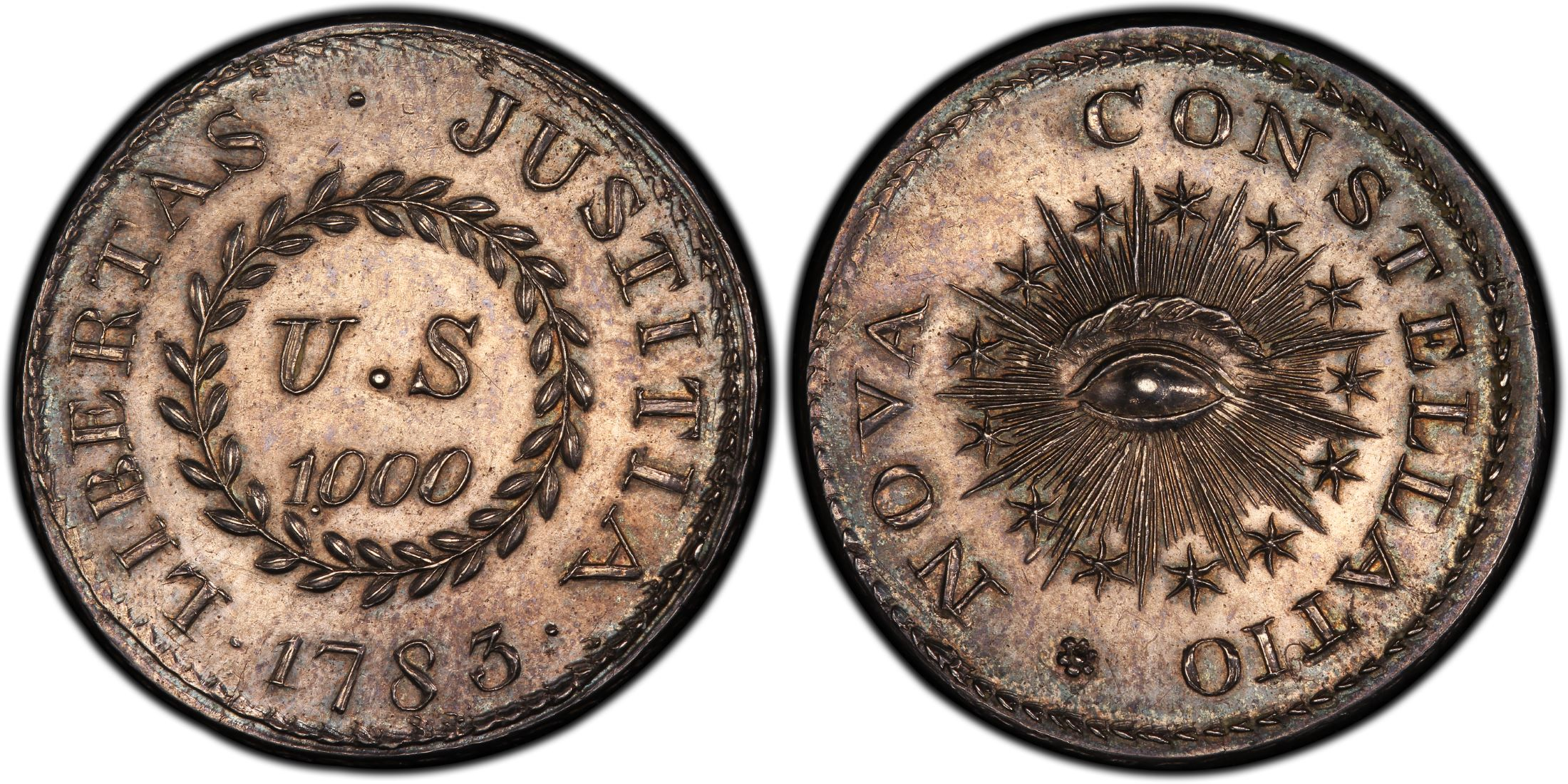
La pièce de 1 000 unités

## Collection
Après avoir été rendues au Congrès, les pièces ont été dispersées. Au milieu des années 1840, la pièce de 1 000 unités et la pièce de 500 unités de l'ensemble portant la légende « Nova Constellatio » ont été découvertes par un descendant du secrétaire du Congrès de longue date, Charles Thomson (en).
Vingt-cinq ans passeront avant qu'une autre pièce de Morris ne soit trouvée. Une deuxième pièce de 500 unités en argent a été découverte en 1870, mais ce spécimen ne portait pas la légende « Nova Constellatio ». Les collectionneurs ont surnommé cette pièce le « type 2 », car son dessin différait de celui de la pièce de 500 unités de la série du Congrès. En 2017, la désignation de cette pièce a été officiellement modifiée en « Plain Obverse » en français : « avers uni » dans A Guide Book of United States Coins 2017 : The Official Red Book, lorsque des preuves médico-légales ont démontré qu'elle avait été frappée avant l'ensemble qui a été envoyé au Congrès.
En 1900, deux types de pièces de 100 unités ont été trouvés. Tous deux portent l'inscription « Nova Constellatio », mais l'un a une tranche lisse et l'autre est gravé. En 1979, la pièce de 5 unités, portant également la légende, a été découverte en Europe. La dernière pièce actuellement connue, une troisième pièce de 100 unités, est apparue pour la première fois dans une vente aux enchères de Stack's en 1991. On sait peu de choses sur sa provenance, et c'est la seule pièce qui n'est pas actuellement certifiée par un service de classement tiers,.